# Амбасада Сједињених Америчких Држава у Сарајеву
Амбасада Сједињених Америчких Држава у Сарајеву је дипломатско представништво америчке владе у Босни и Херцеговини.
Налази се у Улици Роберта С. Фрејжра 1 у Сарајеву.

## Историја
Сједињене Америчке Државе признале су независност Републике БиХ 17. априла 1992.

## Списак амбасадора
| Амбасадор/ка | Амбасадор/ка | Амбасадор/ка      | Мандат             | Мандат             | Мандат        |
| #            | Слика        | Име               | Ступио/ла          | Одступио/ла        | Именован/а од |
| ------------ | ------------ | ----------------- | ------------------ | ------------------ | ------------- |
| 1.           |              | Виктор Џејкович   | 12. маја 1992.     | 17. априла 1995.   | Бил Клинтон   |
| 2.           |              | Џон Мензис        | 3. октобра 1995.   | 15. децембра 1996. | Бил Клинтон   |
| 3.           |              | Ричард Кузларич   | 1. августа 1997.   | 20. августа 1999.  | Бил Клинтон   |
| 4.           |              | Томас Џ. Милер    | 20. августа 1999.  | 23. авбуста 2001.  | Бил Клинтон   |
| 5.           |              | Клифорд Бонд      | 1. октобра 2001.   | 6. августа 2004.   | Џорџ В. Буш   |
| 6.           |              | Даглас Мекелхејни | 6. августа 2004.   | 31. маја 2007.     | Џорџ В. Буш   |
| 7.           |              | Чарлс Инглиш      | 2. јула 2007.      | 3. септембра 2010. | Џорџ В. Буш   |
| 8.           |              | Патрик Мун        | 3. септембра 2010. | 24. августа 2013.  | Барак Обама   |
| 9.           |              | Маурин Кормак     | 13. јануара 2015.  | 23. фебруара 2022. | Барак Обама   |
| 10.          |              | Мајкл Џ. Мурфи    | 23. фебруара 2022. |                    | Џо Бајден     |